# Dresserus armatus
Dresserus armatus är en spindelart som beskrevs av Pocock 1901. Dresserus armatus ingår i släktet Dresserus och familjen sammetsspindlar.
Artens utbredningsområde är Uganda. Inga underarter finns listade i Catalogue of Life.